# St Hubert
Pour les articles homonymes, voir Saint-Hubert.
St Hubert est une entreprise française, spécialisée dans le secteur des matières grasses végétales et leader sur ce secteur en France.

## Historique
L'entreprise a été fondée à Nancy en 1904 par Paul Couillard. St Hubert était à l’origine un simple atelier de petite taille,.
En 1927, l'entreprise acquiert une dimension industrielle.
En 1968, lancement du lait pasteurisé Fraisval.
En 1980 apparaît St. Hubert 41, margarine contenant deux fois moins de matière grasse que le beurre.
En 2002, St Hubert sort St Hubert Oméga 3.
En 2017, St Hubert est repris par les groupes chinois Fosun et Sanyuan, pour un montant d'environ 600 millions d'euros.
En 2021, St Hubert est le leader des corps gras végétaux avec une part de marché de 44 % en valeur, sur le marché français et 33,2% sur le marché européen.